# Нортън Антивирус
Нортън АнтиВирус, Интернет Секюрити, Нортън 360 и Нортън Ghost са антивирусни продукти на американската софтуерна компания, специализирана в областта на сигурността, Симантек. Серията продукти Нортън дълго време е критикувана поради факта, че продуктите използват много процеси и РАМ. Продуктите са известни и с бавна инсталация, както и с трудна, понякога само частична деинсталация.
На 15 юли 2008 Симантек обявява бета версиите на линията 2009. Оттогава Нортън се инсталира за по малко от минута, използва само 2 процеса и по-малко от 10 мегабайта РАМ. Паметта, която използва на харддиска, е намалена наполовина, а регистрационните файлове са 4 пъти по-малко. Интерфейсът също е претърпял значителни промени и изглежда по-изчистен и централизиран.
На 14 септември 2009 е обявена и линията 2010. Новото в нея е проектът „Quorum“. За всеки файл се изчислява Хешова стойност и след това се проверява степента на доверие. Доверените файлове не се сканират, което значително увеличава производителността. Продуктите Нортън са най-купувани и най-използвани. Симантек е най-голямата компания в областта на сигурността и 6-ата по големина софтуерна компания с почти 19 000 служители и почти половин милиард потребители.